# Méthode Martindale
La méthode Martindale est une méthode utilisée pour tester la résistance à l'abrasion d'un textile seul, d'un textile revêtu de caoutchouc ou de plastique ou du cuir.

## Méthode d'essai
La norme internationale ISO 12947-1 et la norme américaine ASTM D4966 décrivent la méthode Martindale. 
Les échantillons de textiles sont soumis à des cycles prédéfinis de frottement avec un disque ayant une surface abrasive et mis sous une pression spécifiée. 
Le test se termine lorsque les deux premiers fils du tissu sont déchirés ou, dans le cas des tricots, un trou est formé. L'appareil enregistre le nombre de rotation du disque lorsque cette condition est atteinte. Cette expression numérique peut être utilisée pour évaluer objectivement la résistance à l’abrasion d’un textile donné. Plus la valeur est élevée, plus le matériau est résistant à l'abrasion.
Le test peut être réalisé dans des conditions sèches et ou humides (solution artificielle de sueur par exemple).

## Évaluation des dommages
L'évaluation des dommages causés par l'abrasion se fait en évaluant l'état de détérioration, la perte de masse ou le changement d'aspect de l'éprouvette testée. 

## Classification
Les normes décrivent la méthode d'essai mais ne spécifient pas la classification qualitative des échantillons d'essai. Dans certains pays, des tableaux de classification sont publiés pour certains groupes de produits. Une résistance minimale de 3 000 Martindale est donnée pour les tissus ou tricots et un résultat de 40 000 Martindale est considéré comme une très bonne résistance à l'abrasion. Selon leur lieu d'utilisation, les meubles peuvent être classés approximativement comme suit 
- A la maison : 10 000 à 20 000 Martindale ;
- Au bureau : 25 000 à 35 000 Martindale ;
- Dans les transports en commun et autres lieux publics : 30 000 à 50 000 Martindale ;
- Dans les postes de police et les services d'urgence : 200 000 à 500 000 Martindale.

## Méthode modifiée
La méthode Martindale modifiée est utilisée pour évaluer la propension au boulochage, à l'ébouriffage ou au moutonnement des textiles en surface. Le test est effectué sur le même appareil que les tests d’abrasion, à la différence près que le disque n’est pas mis sous pression. Le test se termine par la formation de billes de matériau abrasé à la surface du matériau lui-même.